# José del Carmen Ramírez
Jose del Carmen Ramírez fue un agrimensor, Licenciado en Matemáticas, Maestro y militar dominicano. Líder de la Revolución del año 1912, General, Ministro de Interior y Policía de la República Dominicana y senador de la república.
José del Carmen nació el 2 de noviembre de 1878, hijo del general Nelao su padre, radicados en San Juan de la Maguana.
En su adolescencia fue invitado a residir en la casa de gobierno por el propio Presidente Ulíses Heureaux, Asistió al Colegio San Luis Gonzaga, se hizo Maestro y Bachiller e ingresó al viejo Instituto Profesional donde se graduó de Agrimensor. 
Fue maestro del Colegio Santo Tomás de Aquino. A su regreso a San Juan asumió la dirección de la Primera Escuela Primaria del pueblo. En el año 1912 debutó en la política con un grupo de jóvenes Profesionales de la Provincia de Azua que apoyaban la diputación en las próximas elecciones legislativas del Dr.Alejandro Cabral. 
El Gobernador de Azua por "Orden Superior" impidió la inscripción del candidato en violación a la ley. Esto dio motivo a que Carmito Ramírez, junto con el General Juan Felipe Vidal, y numerosos simpatizantes se "fueran a la Manigua " con las armas y luego de numerosos encuentros, pleitos y batallas en: El Naranjo, Bánica, El Cercado, Los Toros de Azua, la plaza de Azua, Sombrero, Boca Canasta y Paya en Baní depusieron al presidente Eladio Victoria. Formó el Partido Legalista y fue el líder político del Sur hasta la llegada de la tiranía de Trujillo. 
Fue diputado constituyente, Senador de la República, mensuró numerosos terrenos y exploró exhaustivamente la ([Cordillera Central]], por esos méritos se le dio su nombre al Parque Nacional de la Cordillera Central. Murió en la ciudad de New York el 22 de junio de 1956 le sobrevive  Carmen Rosalía Ramirez Cubilette.

## Biografía
Nació en Matayaya, San Juan de la Maguana el 2 de noviembre de 1878. Fue a residir con su padre el General Wenceslao Ramirez a la ciudad de San Juan de la Maguana, más tarde se traslada a la ciudad de Santo Domingo para graduarse de Agrimensor y luego Licenciado en Matemáticas.
Al regresar a San Juan de la Maguana comienza a ejercer el Magisterio, pero los acontecimientos políticos de la época y su amor a la patria lo lleva a tomar las armas e ingresar al Ejército Nacional. Se integra activamente en la Revolución de 1912 ecenificadas en la región en contra del entonces presidente José Bordas Valdez, obteniendo por medio de los combates su prestigio y arraigo político y militar. Ya el país pacificado en tiempo de paz ejerce como Ministro de Estado de Interior y Policía, Diputado, Senador y representante del gobierno en las regiones Sur y Este del país. Murió en Santo Domingo el 2 de junio de 1956.

### Legado
Como legado histórico varias calles de la República Dominicana llevan su nombre y además uno de los Parques nacionales más importantes del país, ubicado en San Juan de la Maguana lleva su nombre "Parque nacional José del Carmen Ramírez".